# Yngve Leback
Clas Yngve Leback, född 10 september 1948 i Stockholm, död 2 mars 2025 i Bandhagen i Stockholm, var en svensk fotbollsspelare.
Leback spelade i AIK, med sin storhetstid i AIK under den första halvan av 1970-talet. Leback värvades från Älvsjö AIK. Leback bidrog starkt till att AIK tog stora silver i Allsvenskan 1972. Leback spelade fem landskamper. Han innehar ett svårslaget rekord från ett derby mot Djurgården 1973, där han under matchens första tre minuter rörde bollen tre gånger med resultatet två mål och ett bortdömt offsidemål. Totalt spelade Leback 237 tävlingsmatcher och gjorde 65 mål för AIK mellan 1971 och 1978, varav 196 matcher och 57 mål i Allsvenskan.
Han var tvillingbror med fotbollsspelaren Börje Leback.